# Katarzyna Maciąg

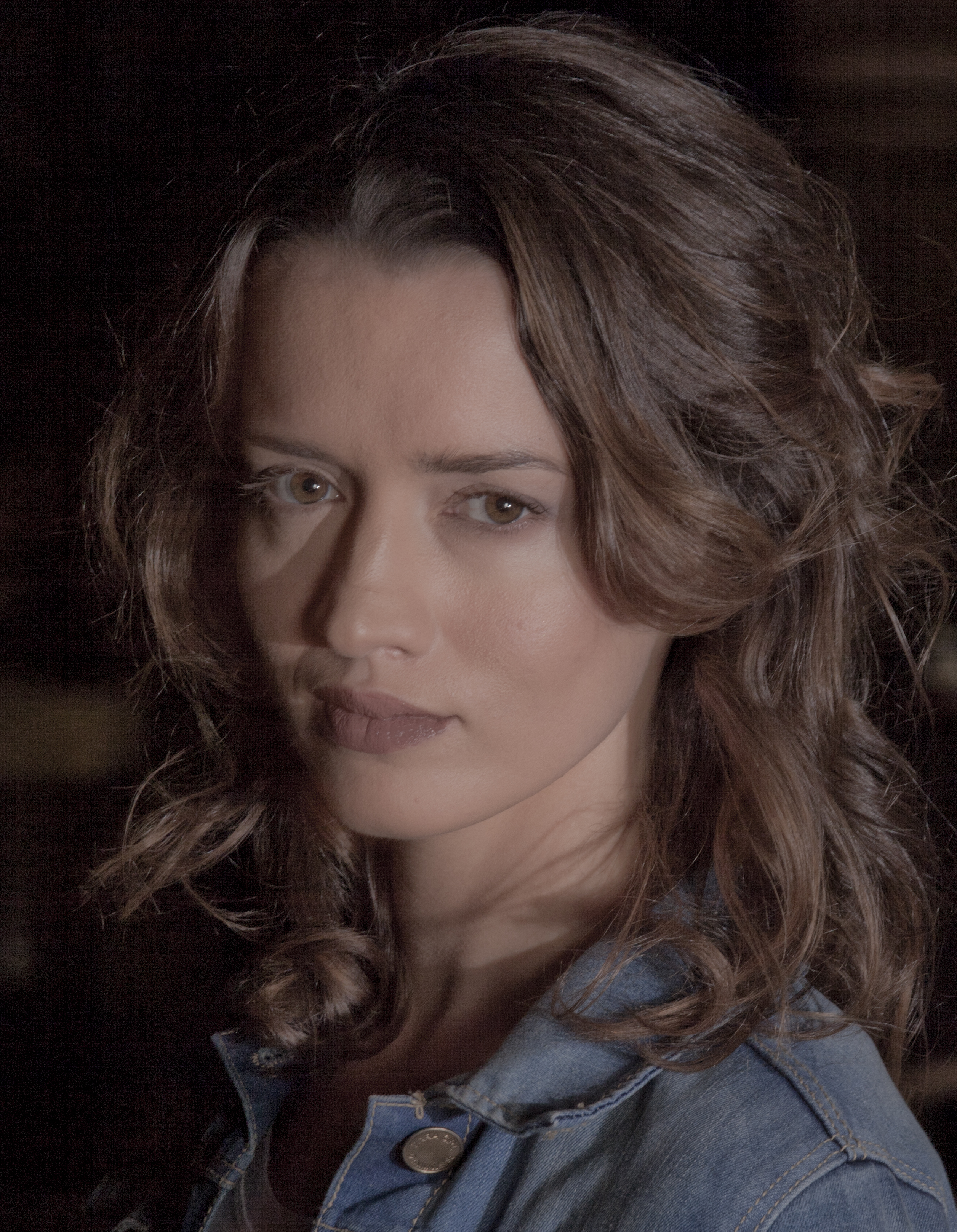
Katarzyna Maciag (2013)

Katarzyna Maciąg (ur. 3 maja 1982 w Kozienicach) – polska aktorka teatralna, filmowa i telewizyjna.

## Życiorys
Jest absolwentką krakowskiej PWST. Przed podjęciem studiów aktorskich przez dwa lata studiowała na Wydziale Neofilologii w Instytucie Germanistyki Uniwersytetu Warszawskiego.
Debiutowała na trzecim roku studiów w spektaklu Gąska w Teatrze Śląskim im. Stanisława Wyspiańskiego w Katowicach. Była aktorką Starego Teatru w Krakowie. Uczestniczyła w dziesiątej edycji programu Twoja twarz brzmi znajomo (2018).
Ma brata Michała.

## Filmografia
- 2003: Jasny pokój (etiuda szkolna) – zjawa
- 2007: Odbicie (etiuda szkolna) – obsada aktorska
- 2007: Korowód – Urszula Dębska
- 2008: Trzeci oficer – Zofia Chenoir (odc. 7–13)
- 2008: Pora mroku – Maja
- 2008: Jak żyć? – prostytutka Ewa
- 2008: Golgota wrocławska – Ewa, dziewczyna Krzysztofa
- 2008–2009: Teraz albo nigdy! – Barbara Jasnyk
- 2009: Randka w ciemno – Maja Linde
- 2010: Panoptikon – obsada aktorska
- 2010: Hochzeitspolka – Małgorzata Borówka
- 2010: 1920. Wojna i miłość – Lulu Biedrzycka (odc. 2–6, 9, 13)
- 2011: Szpilki na Giewoncie – Marta Łukasik (odc. 14–31, 33–37)
- 2011: Linia życia – Olga Turowska-Grabowska (odc. 1–3)
- 2011: Hotel 52 – Grażyna Orzechowska (odc. 31)
- 2011, 2013: Głęboka woda – Mika
- 2011: Ścinki – ona
- 2012: Prawo Agaty – Jadwiga Nowacka (odc. 11)
- 2012: Bokser – Katarzyna, narzeczona Przemka
- 2013: Widnokres (etiuda szkolna) – Ewa
- 2013: Płynące wieżowce – Anna, siostra Michała
- 2013: Hotel 52 – Monika (odc. 82)
- 2013: Heavy mental – wróżka
- 2014: Trashhhh! – Jolanta
- 2014–2017: O mnie się nie martw – Ewa Walczak
- 2014: Mr. Badluck (etiuda szkolna) – obsada aktorska
- 2014: Facet (nie)potrzebny od zaraz – Zofia Sokolnicka
- 2016: Przyjaciółki – Joanna Małek, klientka Strzeleckiego (odc. 88, 90–95, 97)
- 2017: Ojciec Mateusz – Grażyna Krupska, właścicielka salonu fryzjerskiego (odc. 235)
- 2017: Brat naszego Boga (spektakl telewizyjny) – Marynia
- 2017: Ultraviolet – Ilona (odc. 8)
- od 2019: Der Usedom-Krimi – polska policjantka Maria Kobylińska
- od 2019: Ojciec Mateusz – Martyna Widawska
- 2021: Komisarz Mama – Izabela Malisiak (odc. 2)
- od 2021: Pierwsza miłość – Laura Kowalik

## Dubbing
- 2013: Sarila – pik
- 2015: Listonosz Pat – miła pani
- 2018: Krzysiu, gdzie jesteś? – Evelyn Robin

## Teatr
- PWST Kraków
  - Najzwyklejszy cud Eugeniusza Szwarca (reż. Natalia Łapina, 2006), jako królewna; Nadworny Śpioszek
  - Arkadia Toma Stopparda (reż. Krzysztof Babicki, 2006), jako Thomasina Coverly
- Teatr Nowy w Krakowie
  - Amok moja dziecinada Thomasa Freyera (reż. Iwo Verdal, 2007)
- Teatr Stary w Krakowie
  - Oczyszczenie (reż. Petr Zelenka, 2008)
- Teatr Śląski
  - Gąska Nikołaja Kolady (reż. Krzysztof Materna, 2006), jako Nina
- Teatr Telewizji
  - Golgota wrocławska (reż. Jan Komasa, premiera 3 listopada 2008; Scena Faktu), jako Ewa
- Teatr Wybrzeże
  - G®upa Laokoona Tadeusza Różewicza (reż. Jarosław Tumidajski, 2007), jako córka
- Teatr Stary w Krakowie
  - Czekając na Turka Andrzeja Stasiuka (reż. Mikołaj Grabowski, premiera w czerwcu 2009), jako pani Salamina
- Teatr My
  - Single i remiksy Marcin Szczygielski (reż. Olaf Lubaszenko), jako pani prezes, od sierpnia 2014

## Nagrody i wyróżnienia
- 2007: XXV Festiwal Szkół Teatralnych w Łodzi za rolę Thomasiny Coverly – Arkadia Toma Stopparda
- 2013: nagroda (wraz z Piotrem Głowackim) w kategorii „Najlepsza gra aktorska w kinie niezależnym” na Festiwalu Filmowym „Drzwi” w Gliwicach za film Ścinki[4].